# Cowtail

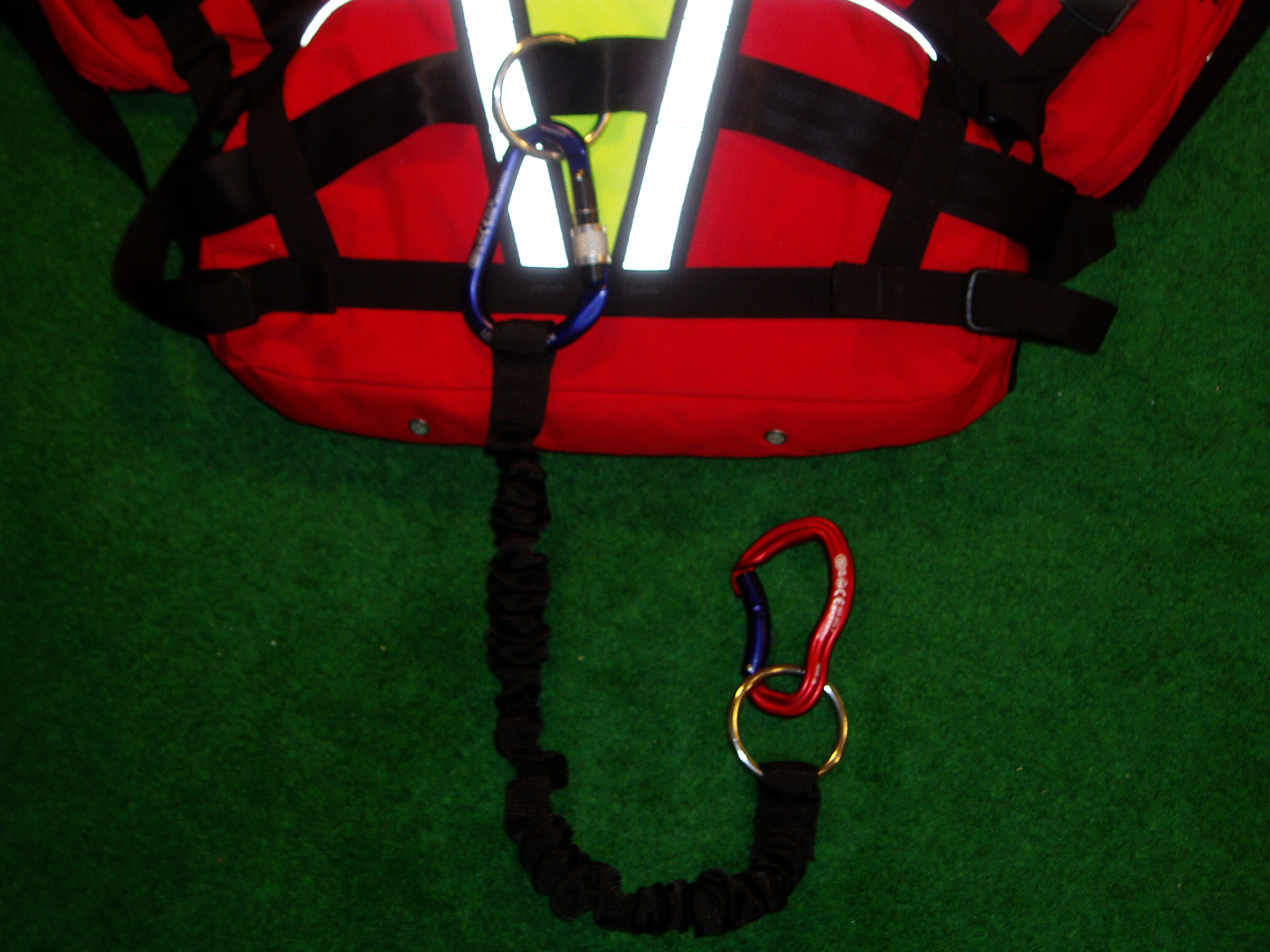
Cowtail mit einem Kajakkarabiner

Ein Cowtail (engl. für Kuhschwanz, manchmal auch Longe genannt) der Begriff für eine Sicherungsleine.

## Kanusport
Der Cowtail ist eine kurze Sicherheitsleine, die beim Wildwasserpaddeln an einem Brustgurt einer Schwimmweste verwendet wird, um einen Kanuten oder dessen Boot zu retten bzw. zu bergen. Im Gegensatz zu einem D-Ring besitzt er meist einen runden Ring und wird mit einem Kajakkarabiner verwendet. Spezielle Karabiner ermöglichen es zusätzlich zum Boot auch noch das Paddel mit einzuklinken. Zur Zugentlastung ist er elastisch. Neben der Rettung eines kraftlosen schwimmenden Kanuten, kann er auch dazu dienen sich selbst schnell in ein Seil einzuklinken. Man benötigt für den Cowtail immer eine Vorrichtung mit Notauslösung und darf ihn nie fest einhängen.

## Speläologie (Höhlenforschung)
Beim Höhlenforschen ist der Cowtail eine kurze Sicherungsleine am Speleo-Klettergurt. Er wird am Zentralglied des Gurtes befestigt und hat üblicherweise zwei unterschiedlich lange Enden, an denen Karabinerhaken befestigt sind. Eingesetzt wird die Leine zur Selbstsicherung an Felshaken oder bei der Einseiltechnik. 
Im Gegensatz zum Kanusport wird hier explizit keine Notauslösung verwendet, da üblicherweise keine Ertrinkungsgefahr besteht und die sichere Verbindung zwischen Höhlenforscher und Ankerpunkt gewährleistet sein muss.